# Boxe nos Jogos Pan-Americanos de 2011 - Peso médio
A categoria médio do boxe nos Jogos Pan-Americanos de 2011 foi disputada entre 21 e 28 de outubro na Arena Expo Guadalajara, em Guadalajara, com 12 boxeadores.

## Calendário
Horário local (UTC-6).
| Data          | Horário | Fase             |
| ------------- | ------- | ---------------- |
| 21 de outubro | 18:00   | Preliminares     |
| 22 de outubro | 18:00   | Quartas-de-final |
| 25 de outubro | 19:00   | Semifinal        |
| 28 de outubro | 19:00   | Final            |

## Medalhistas
| Ouro   | CUB Emilio Correa                         |
| Prata  | ECU Jaime Cortez                          |
| Bronze | VEN Juan Carlos Rodríguez CAN Brody Blair |

## Resultados

### Chave
|  | Preliminares              | Preliminares              | Preliminares |  |  | Quartas-de-final          | Quartas-de-final          | Quartas-de-final  |    |                           | Semifinal                 | Semifinal        | Semifinal |  |  | Final | Final | Final |
|  |                           |                           |              |  |  |                           |                           |                   |    |                           |                           |                  |           |  |  |       |       |       |
|  |                           |                           |              |  |  |                           |                           |                   |    |                           |                           |                  |           |  |  |       |       |       |
|  |                           |                           |              |  |  | JAM Reece Shagourie       | JAM Reece Shagourie       | 10                |    |                           |                           |                  |           |  |  |       |       |       |
|  | TRI Andrew Fermin         | TRI Andrew Fermin         | RET          |  |  | VEN Juan Carlos Rodríguez | VEN Juan Carlos Rodríguez | 16                |    |                           |                           |                  |           |  |  |       |       |       |
|  | VEN Juan Carlos Rodríguez | VEN Juan Carlos Rodríguez |              |  |  |                           |                           |                   |    | VEN Juan Carlos Rodríguez | VEN Juan Carlos Rodríguez | 8                |           |  |  |       |       |       |
|  | DMA Rowain Christopher    | DMA Rowain Christopher    |              |  |  |                           | ECU Jaime Cortez          | ECU Jaime Cortez  | 14 |                           |                           |                  |           |  |  |       |       |       |
|  | DOM Junior Castillo       | DOM Junior Castillo       | KO           |  |  | DOM Junior Castillo       | DOM Junior Castillo       | 8                 |    |                           |                           |                  |           |  |  |       |       |       |
|  |                           |                           |              |  |  | ECU Jaime Cortez          | ECU Jaime Cortez          | 15                |    |                           |                           |                  |           |  |  |       |       |       |
|  |                           |                           |              |  |  |                           |                           |                   |    |                           | ECU Jaime Cortez          | ECU Jaime Cortez | 6         |  |  |       |       |       |
|  |                           |                           |              |  |  |                           | CUB Emilio Correa         | CUB Emilio Correa | 18 |                           |                           |                  |           |  |  |       |       |       |
|  |                           |                           |              |  |  | CAN Brody Blair           | CAN Brody Blair           | 24                |    |                           |                           |                  |           |  |  |       |       |       |
|  | MEX Juan Mercado          | MEX Juan Mercado          | DSQ          |  |  | ESA Mario Bernal          | ESA Mario Bernal          | 12                |    |                           |                           |                  |           |  |  |       |       |       |
|  | ESA Mario Bernal          | ESA Mario Bernal          |              |  |  |                           |                           |                   |    | CAN Brody Blair           | CAN Brody Blair           | 7                |           |  |  |       |       |       |
|  | USA Damarias Russell      | USA Damarias Russell      | 4            |  |  |                           | CUB Emilio Correa         | CUB Emilio Correa | 30 |                           |                           |                  |           |  |  |       |       |       |
|  | CUB Emilio Correa         | CUB Emilio Correa         | 27           |  |  | CUB Emilio Correa         | CUB Emilio Correa         | 12                |    |                           |                           |                  |           |  |  |       |       |       |
|  |                           |                           |              |  |  | BRA David Lourenço        | BRA David Lourenço        | 4                 |    |                           |                           |                  |           |  |  |       |       |       |
|  |                           |                           |              |  |  |                           |                           |                   |    |                           |                           |                  |           |  |  |       |       |       |